# Chiesa di Sant'Umiltà
La chiesa di Sant'Umiltà, a Faenza, è una costruzione unica nel panorama architettonico cittadino, poiché è la più importante testimonianza del locale tardobarocco (o Rococò).

## Storia e descrizione
Costruzione cinquecentesca, fu totalmente rifatta nel 1741 da Raffaele Campidori e Gian Battista Boschi.
L'interno è stupefacente per la volumetria equilibrata e soprattutto per le decorazioni in stucchi dorati attribuite a Gian Battista Verda ed i colori delicatissimi.
Oggi, soppressa come chiesa, è di proprietà della Provincia di Ravenna, che l'ha sottoposta negli anni novanta del Novecento ad un lungo e accurato restauro; la chiesa di Sant'Umiltà oggi è usata anche come sala pubblica. La sua struttura architettonica a croce greca è divisa in tre navate, una di grandi dimensioni al centro e due laterali molto più ridotte alle quali si accede grazie alla presenza di un porticato formato da colonne prive di capitelli, sormontate da una serie di archi a tutto sesto. Ciò che maggiormente colpisce di questa chiesa è la sua povertà, infatti l'intero soffitto è privo di qualsiasi tipo di decorazione. Particolarmente ornata invece è la zona absidale, circondata da una serie di colonne doriche adiacenti alla parete su cui poggia una trabeazione decorata. La cupola costruita sull'abside è anch'essa completamente decorata con numerosi affreschi dai colori vivaci. In essa è contenuto un altare composto da un basamento marmoreo decorato ai lati da quattro colonne (due doriche e due prive di capitello) adiacenti al basamento; da esso si dipartono ai lati due coppie di colonne marmoree con capitelli corinzi sui quali poggia una seconda trabeazione, anch'essa vivacemente decorata dalla quale si dipartono, sempre più piccoli, tre colorati archi a tutto sesto, sull'ultimo dei quali si trovano due sculture dorate di due putti alati. Tra le coppie di colonne è presente un'opera pittorica in cui è raffigurata la Vergine, in piedi nel suo abito blu che tiene in braccio il bambino, il tutto decorato da uno sfondo color oro. Un elemento di particolarità è dato dal pavimento, decorato in maniera tale che si abbia l'impressione di trovarsi sopra un mosaico, eccetto alcune parti che sono realmente mosaicate. Sono presenti due ulteriori zone absidali ai lati delle due navate laterali contenenti ciascuna due affreschi raffiguranti scene dal carattere più cupo, di conseguenza i colori sono più scuri ed inquietanti. Gli affreschi sono circondati da colonne corinzie e alcune prive di capitello, adiacenti alla parete vivacemente decorata per creare una sorta di contrasto di atmosfera con gli affreschi. L'esterno della chiesa è spoglio, un colore rosato ricopre completamente la facciata, movimentata da qualche decorazione di marmo bianco.